# 周质空间

革兰氏阴性菌細胞壁

革蘭氏陽性菌和革蘭氏陰性菌週質量的差異

周质空间（periplasmic space），又称为周质（periplasm）或壁膜间隙，是革蘭氏陰性菌的细胞膜与外膜之间的间隔区域。
在革兰氏阴性菌中，一般指其外膜与细胞膜之间的狭窄空间（宽约12-15nm），呈胶状。在周质空间中，存在着许多种周质蛋白，包括：
1. 水解酶类，例如蛋白酶、核酸酶等；
2. 合成酶类，例如肽聚糖合成酶；
3. 结合蛋白（具有运送营养物质的作用）；
4. 受体蛋白（与细胞的趋化性相关）。

周质蛋白可通过渗透休克法或称“冷休克”的方法释放。此法是根据突然改变渗透压并使细胞发生物理性裂解的原理。其主要步骤是：将细菌放在用Tris缓冲液配制、含EDTA的20%蔗糖溶液中保温，使其发生质壁分离，接着快速地用4℃的0.005mol/L的MgCL2溶液稀释并降温，使细胞外膜突然破裂并释放周质蛋白。经离心即可从上清液中提取周质蛋白。

## 延伸閱讀
- D. White, The Physiology and Biochemistry of Prokaryotes, Oxford University Press, Oxford, 2000, pp. 22.